# Tito Nilton Mendoza
Tito Nilton Mendoza Guillén (Portoviejo, 2 de marzo de 1959 - Montecristi, 31 de diciembre de 2016) fue un abogado y político ecuatoriano de larga trayectoria legislativa en el país.

## Biografía
Nació el 2 de marzo de 1959 en Portoviejo, provincia de Manabí. Realizó sus estudios superiores en la Universidad Técnica de Manabí, donde obtuvo el título de ingeniero civil e industrial. Posteriormente obtuvo el título de abogado en la Universidad Laica Vicente Rocafuerte de Guayaquil.
Inició su vida política como diputado en representación de Manabí por el Partido Social Cristiano, puesto al que fue elegido en las elecciones legislativas de 1994. En las elecciones de 1996 fue reelecto al cargo por el mismo partido.
En 1998 fue elegido diputado alterno, pero asumió el cargo de diputado principal en 2000 hasta el final del periodo (a principios de 2003).
Fue elegido consejero provincial de Manabí en 2005 por el Partido Renovador Institucional Acción Nacional (PRIAN). Sin embargo, renunció al cargo en 2007 para presentarse como candidato para integrar la Asamblea Constituyente de 2007, cargo que finalmente obtuvo. Durante su tiempo en la Asamblea fue parte de la mesa de recursos naturales y biodiversidad.
En las elecciones legislativas de 2009 fue elegido asambleísta nacional en representación de Manabí por el PRIAN. En 2012 anunció su separación definitiva del PRIAN debido a discrepancias con la dirigencia del partido respecto a las listas de candidatos para las siguientes elecciones.
Para las elecciones legislativas de 2013 intentó infructuosamente conservar su puesto como asambleísta de la mano del Partido Sociedad Patriótica.

### Fallecimiento
El 3 de enero de 2017 su familia realizó una denuncia por la desaparición de Mendoza, del que no tenían noticias desde el 31 de diciembre pasado. A mediados de enero se encontró una osamenta en un sector rural del cantón Montecristi, que posteriormente se confirmó mediante pruebas de ADN que pertenecía a Mendoza.
Investigaciones posteriores revelaron que horas antes de su muerte el vehículo en que se transportaba Mendoza habría estado involucrado en un accidente de tránsito en que falleció un peatón, por lo que una de las hipótesis detrás de su muerte indicaba que podría haberse suicidado luego del hecho.